# Vieillevie
Vieillevie är en kommun i departementet Cantal i regionen Auvergne-Rhône-Alpes i mitten av Frankrike. Kommunen ligger  i kantonen Montsalvy som ligger i arrondissementet Aurillac. År 2022 hade Vieillevie 104 invånare.

## Befolkningsutveckling
Antalet invånare i kommunen Vieillevie
Referens:INSEE